# Tipula graphiptera
Tipula graphiptera är en tvåvingeart som beskrevs av Alexander 1933. Tipula graphiptera ingår i släktet Tipula och familjen storharkrankar. Inga underarter finns listade i Catalogue of Life.